# البحث عن الزمن المفقود (رواية)
بحثًا عن الزمن المفقود (بالفرنسية: À la recherche du temps perdu)‏ هي رواية مطولة ضخمة من سبعة كتب ألفها الكاتب الفرنسي "مارسيل بروست"، يبتعث فيها السارد ماضيه بدقة تعطي للذكرى من الواقعية أكثر مما كان للأحداث نفسها. ألفه ما بين 1905 و1910.

## البداية
عام 1909 بدأ مارسيل بروست بكتابة روايته البحث عن الزمن المفقود ضمت 7 أجزاء وتتوزع على 4300 صفحة، وتحتوي على مليون ونصف المليون كلمة، وعدد شخصيات الرواية 2000 شخصية.
بسبب هذه الرواية وصف غراهام غرين بروست بأنه «أعظم مؤلف في القرن العشرين»، أما سومرست موم فقد وصف الرواية بأنها «أعظم عمل خيالي» رغم أن بروست مات دون أن يتمكن من إنجاز النسخة النهائية من الرواية وتركها على شكل مسودات راجعها أخوه روبرت ونشرها بعد وفاته.

## الأجزاء
تتألف رواية البحث عن الزمن المفقود كما قلنا من سبعة أجزاء هي على التوالي:

### الجزء الأول
ويحمل عنوان «جانب منزل سوان» وسوان هو شخص يهودي عاش في المجتمع الفرنسي يتذكره مارسيل بروست في هذا الجزء من الرواية التي كان مقرراً لها أن تنشر عام 1913 غير أن رفض العديد من الناشرين لها حال دون ذلك. وبعد أن قدمت الرواية إلى الأديب الفرنسي أندريه جيد لمراجعتها كتب إلى بروست قائلاً: كل الذين رفضوا نشر هذه الرواية ملزمون بتقديم الاعتذار عن الخطأ الذي وقعوا فيه وتقديم التهاني إلى بروست فلعدة أيام كنت لا أستطيع وضع الكتاب من يدي.
عند ذلك عرضت دار غاليمار على بروست نشر الرواية لكنه رفض مفضلاً البقاء مع الناشر غراسيه.

### الجزء الثاني
ويحمل عنوان «في ظلال ربيع الفتيات» كان مقرراً له أن ينشر عام 1914 غير أن وقوع الحرب العالمية الأولى واستدعاء الناشر غراسيه للخدمة العسكرية أدى إلى إقفال دار النشر وتأجيل نشر هذا الجزء من الرواية حتى عام 1919 حيث حصل على جائزة غونكور للعام 1919.

صورة لغلاف الرواية المترجمة (الجزء الثاني)

### الجزء الثالث
ويحمل عنوان «جانب منزل غرامنت» وقد نشر عام 1921. وهو يتحدث عن الحرب والخدمة العسكرية.

### الجزء الرابع
ويحمل عنوان «سودوم وعموره»

### الجزء الخامس
ويحمل عنوان «السجينة» دفع هذا الجزء إلى النشر من قبل روبرت شقيق مارسيل بروست عام 1923 وتظهر فيه شخصية ألبرتين.. تلك الشخصية التي ظهرت بشكل هامشي في الجزء الأول من الرواية الذي حمل عنوان (إلى سوان) لكنها ستصبح الشخصية الرئيسة والمحورية في الجزء الخامس من الرواية الذي يحمل تحفظات كثيرة على انهيار الطبقة الأرستقراطية الفرنسية ولا يتوقع خيراً من صعود الطبقة البرجوازية إلى الحكم.

### الجزء السادس
ويحمل عنوان «الشاردة» أو «ألبرتين في أرض الشتات». وتم دفعه إلى النشر عام 1925.
وأكرر قولي بأني حين قرأت الرواية عام 1984 لم يكن هذا الجزء مترجماً إلى اللغة العربية بسبب ما يتحدث به عن اليهود وما تم اعتباره حديثاً عن الفكر والمباديء الصهيونية. وقد دفع هذا الجزء إلى النشر دون أن يقوم مارسيل بروست بوضع اللمسات النهائية عليه، حالت دون ذلك وفاته قبل 3 أعوام، وقد اعتمد أخوه روبرت على مسودات عديدة لتجميع الشكل النهائي للرواية. غير أن الناشرين المتعاقبين للرواية عادوا بدورهم إلى تلك المسودات عند كل إعادة طبع ولهذا تجد تبايناً ملحوظاً واختلافاً كبيراً في الرواية بين طبعة وأخرى.

### الجزء السابع
ويحمل عنوان «الزمن المستعاد» تم دفعه إلى النشر عام 1927 ويتحدث عن باريس خلال فترة الحرب العالمية الأولى. بدأ مارسيل بروست بكتابته في نفس الوقت الذي بدأ فيه بكتابة الجزء الأول من الرواية «جانب منزل سوان»، لكنه أعاد النظر فيه عدة مرات وأضاف عليه، وبعد وفاته جمع أخوه المسودات ثم نشرها دون أن يتمكن المؤلف من وضع لمساته الأخيرة عليها ولهذا جاءت مقاطع هذا الجزء غير متساوية في جودتها.
ولقد جازف (مارسيل بروست) بحياته في سبيل تحرير هذه الرواية وأنفق على نشرها من أمواله الخاصة بعد أن رفضت دار (غاليمار) طبعها لما فيها من خروج على المألوف الروائي السائد في حينه، وكان (اندريه جيد) يومئذٍ على رأس إدارتها وهو من هو كاتباً روائياً كلاسيكياً. ويبدو أن ذلك الحدس الذي هجس بأن الرواية ستكون فناً (عالمياً) يهدف إلى أن يسيطر على الفنون الأدبية ويحسر ظلها باستعارته ميزاتها الأساسية وأدواتها التعبيرية في طريقه الآن إلى التصديق تأسيساً على القفزات الهائلة التي تطالعنا بها الرواية بشكل مستمر على خريطة الأدب العالمي بلغاته الحيَّة المنتشرة.

## الترجمة
1. بدأ المترجم السوري إلياس بديوي، ترجمة هذا العمل الروائي الكبير منذ ثمانينيات القرن الماضي، وأصدر منه ثلاثة مجلدات (الثاني والثالث والرابع)، وتوفي قبل أن يتمها، وقد بدأ المشروع بدافع منه، وبدون دعم مالي من أحد، إلا الدعم المعنوي الذي قدمته الدكتورة نجاح العطار وزيرة الثقافة السورية السابقة، وبعض ممن تولوا مسئولية النشر فيها وفي مقدمتهم مثقفان كبيران، انطون مقدسي وأديب اللجمي.
2. قام (مونكريف) بترجمة 6 من أجزائها إلى الإنجليزية لكنه توفي قبل إتمام ترجمة الجزء السابع منها حيث عنونها (ذكريات أشياء مضت) لكن (كلمارتين) حين أعاد ترجمة الأجزاء السبعة كاملة نشرها تحت عنوان (البحث عن الزمن المفقود).

عام 1995 قامت دار (بنجوين) بتكليف (كريستوفر برندرغاست) إعادة ترجمة الرواية ثم أعادت نشرها عام 2002.

## نقد الرواية
يعتبر العديد من العلماء والنقاد كتاب البحث عن الزمن المفقود رواية حديثة. كان له تأثير عميق على الكتّاب اللاحقين مثل مجموعة بلومزبري.
ذكر الناقد الأدبي هارولد بلوم أن رواية البحث عن الزمن المفقود أصبحت «معروفة على نطاق واسع باعتبارها الرواية الأساسية في القرن العشرين». ذكر فلاديمير نابوكوف في مقابلة أجريت معه عام 1965 أعظم أعمال النثر في القرن العشرين: «رواية عوليس لجيمس جويس، ورواية المسخ لفرانس كافكا، ورواية بطرسبرغ لأندريا بيليه، والنصف الأول من قصة بروست الخيالية البحث عن الزمن المفقود. جمع كتاب جون بيدر زين (العشرة الأوائل: اختيار الكتاب لكتبهم المفضلة) 125 قائمة كتبها كتّاب أحياء بارزون لأفضل 10 كتب في كل العصور ووضع رواية البحث عن الزمن المفقود بالمرتبة الثامنة. وصف الناقد الأدبي السويدي بينجت هولمكفيست الرواية في الستينيات من القرن الماضي بأنها: «آخر الروايات الكلاسيكية العظيمة في النثر الملحمي الفرنسي وبداية الروايات الفرنسية الجديدة».
ظهر تأثير بروست في المحاكاة الساخرة في رواية حفنة تراب لإيفلين ووه عام 1934، لم يعجب ووه ببروست وكتب في رسائله إلى نانسي ميتفورد في عام 1948: «قرأت كتابات بروست لأول مرة... وأنا مندهش لأن كتاباته مهينة للعقل» وذكر وقت لاحق: «ما زلت اعتقد أنَّ بروست مجنون... يجب أن يكون بناء الرواية معقولًا لكن هذا لا». كان الناقد الآخر هو كازوو إيشيغورو الذي قال في مقابلة له: «أريد أن أكون صادقًا تمامًا فانا أجد بروست مملًا للغاية بصرف النظر عن المجلد الأولي له.»
ازداد الاهتمام برواية بروست في العالم الناطق باللغة الإنجليزية منذ نشر الترجمة الحديثة المنقحة عام 1992 من قبل المكتبة الحديثة استنادًا إلى إصدار فرنسي جديد نهائي. نُشرت سيرتان مهمتان جديدتان باللغة الإنجليزية من تأليف الروائي إدموند وايت وويليام كارتر، كما نشر كتابان على الأقل عن تجربة قراءة كتابات بروست من قبل ألن دي بوتون وفيليس روز.

## الشخصيات الرئيسية
أسرة الراوي
- الراوي: شاب حساس يرغب في أن يصبح كاتبًا، بقيت هويته غامضة.
- والد الراوي: دبلوماسي شجع الراوي على الكتابة منذ البداية.
- والدة الراوي: امرأة شجعت واهتمت بمهنة ابنها.
- باتيلد آميدي: جدة الراوي. أثّر حياتها وموتها بشكل كبير على ابنتها وحفيدها.
- العمة ليون: امرأة مريضة يزورها الراوي أثناء إقامته في كومبراي.
- العم أدولف: عم الراوي الأكبر، صديق العديد من الممثلات.
- فرانسواس: خادمة الراوي المخلصة.

أفراد عائلة غورمانت
- بالاميد، بارون تشارلوس: شخصية أرستقراطية تمتلك العديد من العادات الضارة للمجتمع. النموذج هو روبر دو مونتسكيو.
- أوريان، دوقة دي جيرمانتس: نخبة المجتمع الراقي في باريس.
- روبرت دي سانت لوب: ضابط في الجيش وأفضل صديق للراوي. على الرغم من أصوله الأرستقراطية وأسلوب حياته الثري فإن سانت لوب لم يملك ثروة كبيرة خاصة به حتى تزوج جيلبرت. النماذج هي غاستون دي كافيليت وكليمنت دي موغني.
- ماركيز دي فيليبيريس: عمّة البارون تشارلوس. صديقة قديمة لجدة الراوي.